# INTROIII
『INTROIII』（イントロスリー）は、2001年2月28日に発売された德永英明6枚目のベスト・アルバム。

## 概要
1992年12月発売のベスト・アルバム『INTROII』以降、1993年から2001年に発売された楽曲からシングル表題曲を中心に徳永自身が選曲した13曲と「輝きながら…」を加えた全14曲を収録。前所属会社であるアポロン時代の楽曲も含まれている。
キングレコードからの最後の作品。初盤CDは三方背BOX仕様。

## 収録曲
1. もう一度あの日のように　[5:55][1]
2. 僕のそばに　[6:16][1]
3. 魂の願い　[5:18][1]
4. 永遠の果てに　[5:38][1]
5. 未来飛行　[5:59][1]
6. ROUGH DIAMOND　[4:51][1]
7. Rainy Blue ～1997 Track～　[5:11][1]
8. 青い契り　[5:53][1]
9. 僕のバラード　[6:24][1]
10. オリオンの炎　[5:47][1]
11. MEMO　[5:52][1]
12. 種　[4:46][1]
13. call　[4:57][1]
14. 輝きながら…　[4:30][1]